# Promień skrętu
Promień skrętu – promień okręgu, którego łuk pokrywa się z chwilowym wektorem przemieszczenia ciała. Minimalnym promieniem skrętu nazywamy najmniejszy możliwy promień okręgu będącego torem przemieszczania się obiektu, wykonujący maksymalnie ostro (pod największym możliwym kątem) skręt. Parametr ten jest jednym z parametrów charakteryzujących pojazd.
Pojęcie odnosi się do wielu dziedzin takich jak:
- jazda na nartach (narty jako wielkość charakterystyczną mają podawany minimalny promień skrętu)
- jazda na rolkach, łyżwach (jak wyżej; także i tutaj zależne od umiejętności wykorzystania sprzętu przez użytkownika)
- jazda wszelkiego rodzaju pojazdami kołowymi
- lot samolotem